# Московий
Московий (на латински: Moscovium, Mc), преди известен под временното название Унунпе́нтий, е 115-ият химичен елемент от група 15 на периодичната система, атомен номер 115, атомна маса 290, най-стабилен нуклид – 290Uup (продължителността на периода на полуразпад се оценява на 650 ms). Московият е изкуствено синтезиран елемент (не се среща в природата) – радиоактивен метал. Наречен е на Московска област.
През февруари 2004 г. са публикувани резултатите от експерименти, провели се от 14 юли до 10 август 2003 г., в резултат на които е получен 115-и елемент. Изследванията са проведени в Обединения институт за ядрени изследвания (в Дубна, Русия) на циклотрон У-400, съвместно с Ливърморската национална лаборатория (САЩ). При тези експерименти в резултат на бомбардировки на мишена, съдържаща америций, от йоните на калций са синтезирани изотопи на елемент 115 – три ядра 288Uup и едно ядро 287Uup. Всичките четири ядра в резултат на α-разпад се превръщат в изотопи на елемент 113 (284Uut и 283Uut). Ядрата на елемент 113 претърпяват по-нататъшен α-разпад, превръщайки се в изотопи на елемент 111. Веригата на последователни α-разпади довежда до спонтанно делящи се ядра на елемента 105 (дубний).
През 2004 и 2005 г. в института (съвместно с Ливърморската национална лаборатория) са проведени експерименти по химичната идентификация на дадените продукти от разпада на веригата 288115 → 284113 → 280111 → 276109 → 272107 → 268105. Експериментите, в които са изследвани още 20 събития, потвърждават синтеза на 115-и и 113-и елемент..